# Балда (приток Пышмы)
Балда́ (от тат. Болта «топор») — река в Западной Сибири, протекает на границе Тугулымского городского округа Свердловской области и Шатровского района Курганской области, а также в Тюменской области, правый приток реки Пышма. Устье реки находится в 154 км по правому берегу реки Пышма. Длина реки составляет 68 км. Площадь водосборного бассейна — 1060 км².
Высота истока — 91 м над уровнем моря. Уклон реки — 0,44 м/км.

## Этимология
Название реки происходит от татарского слова «Болта» — «топор».

## Данные водного реестра
По данным государственного водного реестра России относится к Иртышскому бассейновому округу, водохозяйственный участок реки — Пышма от Белоярского гидроузла и до устья, без реки Рефт от истока до Рефтинского гидроузла, речной подбассейн реки — Тобол. Речной бассейн реки — Иртыш.
Код объекта в государственном водном реестре — 14010502212111200008324.

## Населённые пункты
- Цепошникова
- Заводоуспенское
- Костылева
- Мичурино

## Притоки
- Балдаган
- Камышка
- Еловка
- Айба
- Шайтанка